# 야후! 파이프
야후! 파이프(Yahoo! Pipes)는 야후!가 제공하는 웹 애플리케이션이다. 그래픽 사용자 인터페이스를 통해 웹 피드나 다른 서비스들을 조합한 또 다른 애플리케이션을 만들어 내는 기능을 제공한다. 또한 여러 다양한 출처의 웹 기반 응용 프로그램을 만들 수 있게 해 주고, 그러한 응용 프로그램을 배포할 수 있게 해준다. 사용자들은 이 사이트를 이용해서 다양한 출처의 정보를 끌어 와서("파이프"(pipe)), 어떤 규칙 하에 콘텐츠들을 가공할 것인지를 결정한다. (이를테면, 필터링) 좋은 예로서, 플릭커와 함께하는 뉴욕 타임즈(New York Times thru Flickr)가 있다. 뉴욕 타임즈 RSS 피드를 끌어 온 뒤, 각 항목에서 추출한 키워드(keyword)를 이용하여 플리커로부터 사진을 긁어와 추가로 보여 준다. 이 사이트는 현재 베타 테스팅 중이다.

## 같이 보기
- iMacros
- 매시업
- 웹 스크래핑